# Burg Buchberg
Die Burg Buchberg ist eine abgegangene Burg 1500 Meter nördlich von der Stadt Ochsenhausen im Landkreis Biberach in Baden-Württemberg.
Von der nicht genau lokalisierbaren Burganlage ist nichts erhalten.